# مانفرد کروگ
مانفرد کروگ (آلمانی: Manfred Krug; ۸ فوریهٔ ۱۹۳۷ – ۲۱ اکتبر ۲۰۱۶) هنرپیشه اهل آلمان بود.
وی در سال‌های ۱۹۸۴ و ۱۹۹۰ برنده جایزه بامبی شده‌است.